# Ladijin
Ladijin (en ucraïnès i en rus Ладижин) és una ciutat de la província de Vínnitsia, Ucraïna. El 2021 tenia 22.593 habitants.